# Colonel Homer
Colonel Homer, llamado Coronel Homer en España y Homero, el campirano en Hispanoamérica, es el vigésimo episodio de la tercera temporada de la serie animada Los Simpson, emitido originalmente el 26 de marzo de 1992. El episodio fue escrito por Matt Groening y dirigido por Mark Kirkland. Beverly D'Angelo, la estrella invitada, realizó la voz de Lurleen Lumpkin.

## Sinopsis
La familia Simpson va a un cine local a ver una película. Bart y Lisa ven Space Mutants VI, mientras que Homer, Marge y Maggie van a ver The Stockholm Affair. Después de que Homer distrae a todos haciendo comentarios y revela en voz alta el final de la película, Marge lo reprende y el resto del público la apoya. Marge intenta disculparse de camino a casa, pero Homer está tan furioso que deja a Marge y los niños en casa y sigue camino.
Homer se detiene en un bar campirano, donde una atractiva mesera, compositora y cantautora llamada Lurleen toca una canción de country en el escenario. Homer se siente identificado con la canción y visita a Lurleen en su casa rodante para obtener una copia. Cuando Lurleen le dice que no la ha grabado, Homer la persuade para que vaya a un estudio de grabación. Las canciones de Lurleen se vuelven éxitos instantáneos en las estaciones locales de radio.
Marge desaprueba que Homer vea a Lurleen porque sospecha que le está siendo infiel, y teme que esté teniendo una aventura romántica. Sus temores incrementan después de que Homer se vuelve el agente de Lurleen y ella le compra un traje blanco de vaquero. Homer niega tener un romance con Lurleen. pero insiste en que manejará su carrera con o sin la aprobación de Marge. El nuevo sencillo de Lurleen, "Bagged Me a Homer", una metáfora sugerente de amor, enfurece a Marge.
Homer le consigue a Lurleen una actuación en Ya-Hoo!, una serie de televisión de temática campirana inspirada en Hee Haw. Homer y Lurleen pasan el día antes de su actuación en su casa rodante. Cuando ella le canta una canción pidiéndole que se acueste con ella, Homer se da cuenta de que ello violaría sus votos matrimoniales y abandona el lugar.
Durante la actuación de Lurleen, Homer es abordado por un agente de negocios que quiere comprar el contrato de Lurleen, pero rechaza la oferta. Homer felicita a Lurleen en su camerino. Ella aprovecha la ocasión para cerrar la puerta y abalanzarse sobre Homer, ocasionando que él comience a tener recuerdos de su vida amorosa, en los cuales aparecen todas las mujeres que lo rechazaron, finalizando con Marge diciéndole que siempre lo amará. Homer le dice a Lurleen que solo quería compartir su voz con el mundo y se marcha para evitar cometer adulterio. Vuelve a toparse con el agente fuera del vestidor y le vende el contrato de Lurleen por cincuenta dólares.
Cuando llega a su casa, Homer encuentra a Marge viendo a Lurleen por televisión. Lurleen toca una canción de blues, en la que revela lo que hizo Homer, y dice que Marge es afortunada de tenerlo como marido. Marge perdona a Homer y se besan.